# Serejaka
Serejaka är ett distrikt i Eritrea.   Det ligger i regionen Maakel, i den centrala delen av landet, 40 km norr om huvudstaden Asmara.